# 帖古伦
帖古伦（?—?），蒙古帝国人物。
弘吉剌氏。大蒙古国大汗忽必烈（元世祖）的第一皇后（可敦、哈屯，汉译皇后），《新元史》记载，她是按陈之孙脱怜的女儿。忽必烈在潜邸时她作为元妃，守第一斡儿朵。帖古伦去世的很早，后来忽必烈作为元朝皇帝授予策宝的皇后是察必，察必守第二斡儿朵，是太子真金的母亲，按陈的女儿。

## 延伸阅读
[在维基数据编辑]
 《新元史/卷104》，出自柯劭忞《新元史》